# La Baume-de-Transit
La Baume-de-Transit – miejscowość i gmina we Francji, w regionie Owernia-Rodan-Alpy, w departamencie Drôme.
Według danych na rok 1990 gminę zamieszkiwało 614 osób, a gęstość zaludnienia wynosiła 51 osób/km² (wśród 2880 gmin regionu Rodan-Alpy La Baume-de-Transit plasuje się na 1053. miejscu pod względem liczby ludności, natomiast pod względem powierzchni na miejscu 976.).

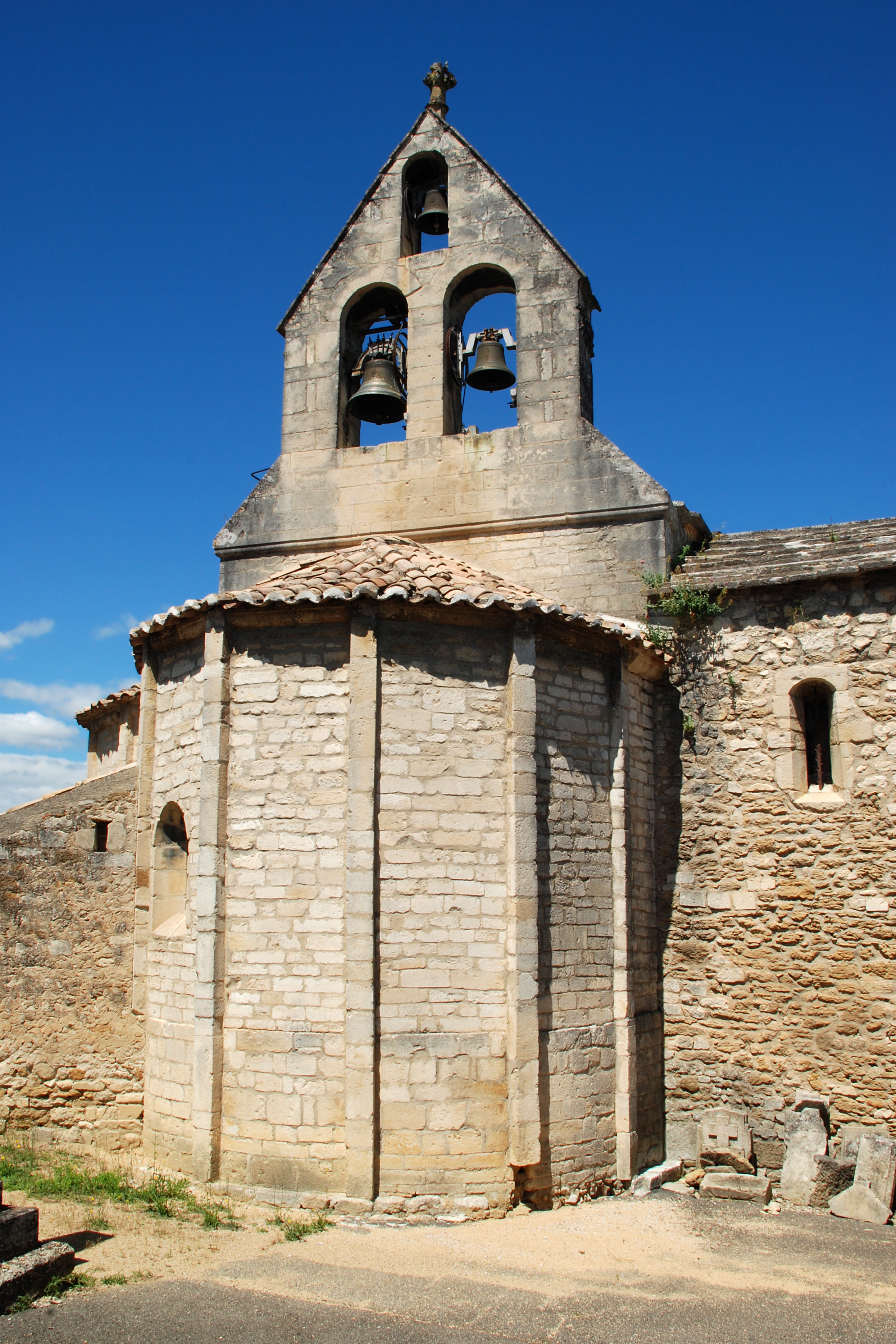
Kościół w La Baume-de-Transit
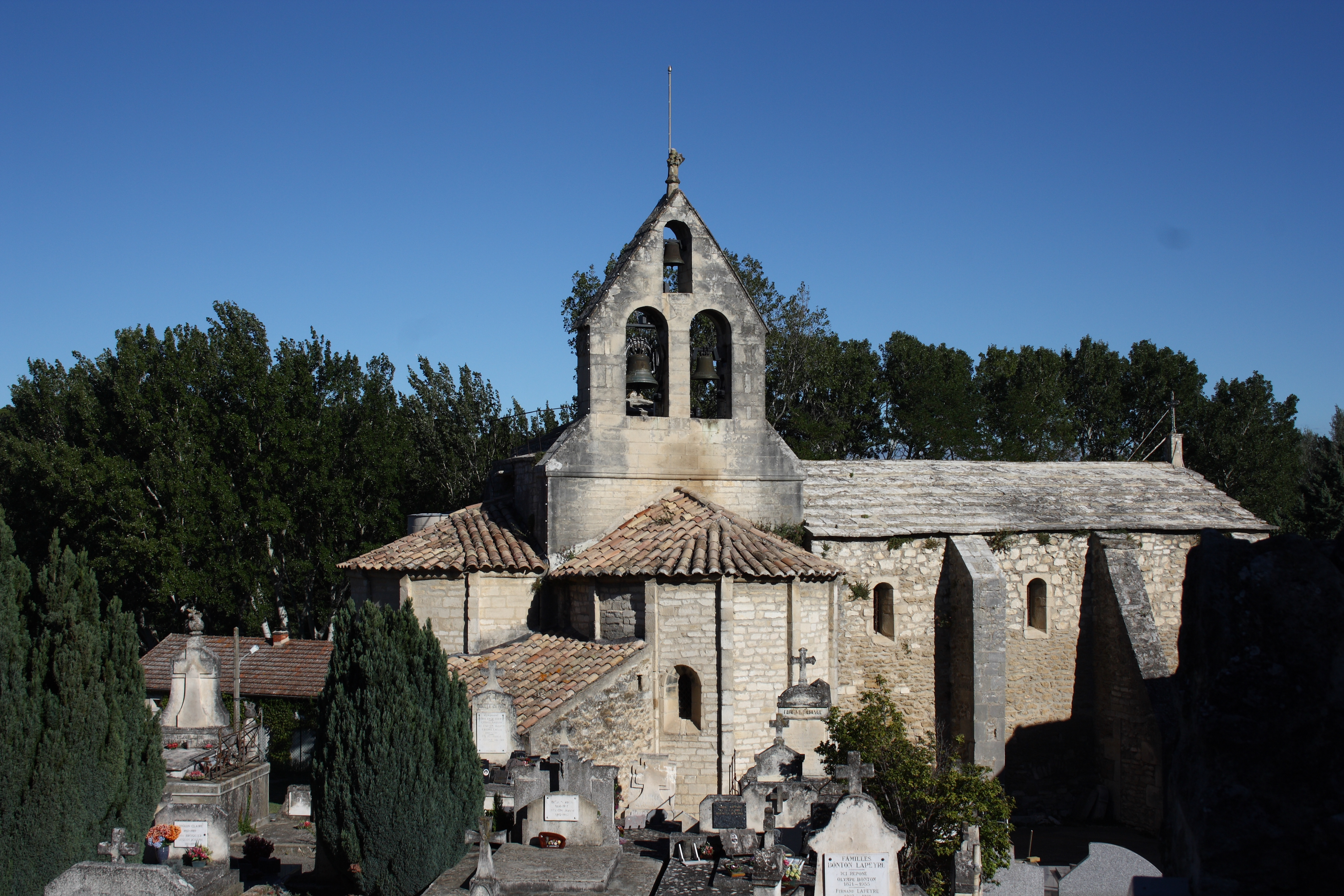
Kościół w La Baume-de-Transit